# Peter Homphaeus II
Peter Homphaeus II (der Ältere) (* um 1470 in Ernst (Mosel); † 1537 in Oberlahnstein) war ein deutscher Priester, Wissenschaftler und Lehrer.

## Leben und Karriere
Peter Homphaeus II war der Neffe von Peter Homphaeus I und wurde um das Jahr 1470 in Ernst an der Mosel geboren. Seine Schulausbildung genoss er bei seinem Onkel, die er im Jahre 1517 abschloss. Im Anschluss daran ließ er sich in Köln immatrikulieren, um dort am 13. März 1522 erfolgreich seine Promotion zum Lizentiaten der Geisteswissenschaften abzuschließen. Unter seinen Kollegen erwarb er sich einen exzellenten Ruf und wurde schließlich in Emmerich Lehrer in den Fächern Griechisch und Latein. Aufgrund seines Widerstandes gegen die Reformation verließ er jedoch wieder Emmerich, um zu seinem Schutz eine Pfarrstelle in Oberlahnstein anzunehmen, wo er unter nicht geklärten Umständen zu Tode kam.

## Werke
- Homphaeus, Peter d.Ä. als Beiträger  in der Vita beati Antonij monachi, Köln 1516 Abgerufen am 17. Oktober 2018